# Delta Force: Black Hawk Down
Delta Force: Black Hawk Down (En español Delta Force: La Caída del Halcón Negro), también llamado BHD, es un videojuego de disparos en primera persona, creado por la empresa NovaLogic. Es el sexto videojuego de la serie Delta Force.
El juego fue desarrollado por NovaLogic y fue lanzado para Microsoft Windows el 24 de marzo de 2003, en Mac OS Xel 21 de junio de 2004, en la PlayStation 2 el 27 de julio de 2005 y en la Xbox 360 el 8 de septiembre de 2006, está inspirado en la película semi-hononima Black Hawk Down de 2001 dirigida por Ridley Scott, en 2025 la campaña del juego fue remasterizada con gráficos actuales a través del motor gráfico Unreal Engine 5 en el nuevo juego de Delta Force lanzado en 2025

## Un jugador
Ambientado en Somalia durante las operaciones Restore hope (Restaurar la esperanza) en 1992 y gothic serpent (serpiente gótica) en 1993.
El juego utiliza un motor más realista comparado a los juegos anteriores de delta force. El jugador comienza como un soldado de la 10° División de Montaña, que participa en una misión de la ONU en ayuda de 300.000 civiles. Después de la tercera misión, el jugador toma el papel de Ranger, durante la Batalla de Mogadiscio, el 3 de octubre de 1993.
Durante la segunda parte del juego, el jugador toma el papel de un soldado de fuerzas especiales (Delta Force).
Humvee, UH-60 Black Hawk, y los pequeños helicópteros Hughes MH-6 Little Bird desempeñan papeles muy importantes en el juego. Hay también algunas misiones donde se utilizan camionetas y otros vehículos locales.

## Multijugador
Este es el modo más popular y la mayor fortaleza del juego debido en gran parte a que el editor de mapas, fácil de utilizar, permite a los fanes crear todo tipo de escenarios jugables en modo multijugador . Permite jugar en servidores en línea, de hasta 50 participantes.

## Tipos de personaje
El juego permite elegir, además de la cara del jugador, 4 tipos de personajes, con diferentes habilidades y armamentos.
Combatiente(CQB):
- Armas Primarias:
  - CAR-15 con Lanzagranadas M203;
  - Fusil M16 con Lanzagranadas M203
  - Heckler & Koch MP5(silenciada)

- Armas Secundarias
  - Remington 870
  - Colt M1911
  - Beretta 92

- Armas Terciaria
  - Cuchillo

- Accesorio
  - Mina antipersonal M18 Claymore
  - Cargas concentradas

Francotirador (Sniper)
- Armas Primarias:
  - M21 SWS
  - M24 SWS
  - Barrett M82
  - Tactical 300

- Armas Secundarias
  - Colt M1911
  - Beretta 92

- Armas Terciaria
  - Cuchillo

- Accesorio
  - Mina antipersonal M18 Claymore

Medico (Medic)
- Armas Primarias:
  - CAR-15
  - Fusil M16

- Armas Secundarias
  - Colt M1911
  - Beretta 92

- Armas Terciaria
  - Cuchillo

- Accesorio
  - Botiquín

Tiradores (Gunner)
- Armas Primarias:
  - Ametralladora M60
  - Ametralladora M240
  - FN M249

- Armas Secundarias
  - Colt M1911
  - Beretta 92
  - Remington 870

- Armas Terciaria
  - Cuchillo

- Accesorio
  - AT-4

## Tipos de partida
Existen siete posibles modos de juego en línea:
- Death Match: Obtener la mayor puntuación eliminando a los demás jugadores del mapa. No hay equipos.
- Team Death Match: Los jugadores se separan en dos equipos, con el fin de eliminar la mayor cantidad posible de jugadores contrarios, controlando los Psp.
- Team King of the Hill: Ocupar la “zona caliente” hasta que el cronómetro del equipo llegue primero al tiempo determinado.
- Search and Destroy: Cada equipo debe entrar en el territorio enemigo y destruir objetivos específicos con cargas concertadas. Gana el equipo que primero destruya todos los objetivos enemigos.
- Attack and Defend: Un equipo debe atacar objetivos específicos protegidos por el equipo contrario, que defiende.
- Capture the Flag: Se deben capturar todas las banderas de color del equipo enemigo.
- Flag Ball: Se debe encontrar una bandera que sale señalizada en el mapa, y llevarla a la base del equipo.

## Armas
Rifles de asalto:
- CAR-15
- CAR-15 con Lanzagranadas M203
- Fusil M16
- Fusil M16 con Lanzagranadas M203

Rifles de francotiradores
- M21 SWS
- M24 SWS
- Barrett M82
- Tactical 300

Ametralladoras
- Ametralladora M60
- Ametralladora M240
- FN M249

Sub ametralladoras
- Heckler & Koch MP5 (silenciada)

Pistolas
- Beretta 92
- Colt M1911

Escopetas
- Remington 870

Explosivos
- AT-4
- Mina antipersonal M18 Claymore
- Cargas concentradas

Granadas
- Granada M67
- Granada cegadora XM84
- Granada de humo AN M8

Otros
- Puñal
- Botiquín

## Requisitos para la versión para PC
- Requisitos mínimos: procesador Pentium 3 de 1.0 ghz., memoria RAM de 256 mb., tarjeta gráfica de 32 bits.

- Requisitos recomendados: Intel Pentium 4, 1.50 ghz, memoria ram de 256 mb., tarjeta gráfica de 64 bits con soporte de hardware T&L y Pixel Shader 1.0

## Expansiones ymods
- Delta Force: Black Hawk Down: Team Sabre (TS): Expansión oficial del juego
- Special Navy Operation (SNO): MOD
- Terranova: MOD

## Jugabilidad
El juego se basa en las misiones de paz de la ONU (1992-1993) en la guerra de Somalia. Las primeras misiones del juego se diseñaron para hacer que el jugador se acostumbre con los diferentes tipos de armas, su uso, la IA del enemigo, tipos de terreno y técnicas de combate. La mayoría de las misiones implican: la protección de convoyes, proporcionar seguridad a la distribución de alimentos, la destrucción de arsenales de armas, tomar prisioneros, etcétera.
Para las versiones Windows y PlayStation 2 existe una expansión llamada DFBHD:Team Sabre. Esta incluye 2 nuevas campañas: las misiones de la campaña en Colombia se basan en desmantelar un cartel de drogras, y la otra campaña en Irán se basa en pelear contra una guerrilla paramilitar rebelde en dicho país.

## Recepción
Delta Force: La Caída del Halcón Negro, en su versión de la computadora recibió un premio de ventas 'de plata' de la Entertainment and Leisure Software Publishers Association (ELSPA), que indica las ventas de al menos 100.000 copias en el Reino Unido.
La versión para PC recibió "críticas generalmente favorables", mientras que las versiones para Xbox y PlayStation 2 recibieron revisiones "mixtas" de acuerdo con Metacritic, una página de reseñas de videojuegos.
Maxim le dio al juego una puntuación de ocho de diez, primero diciendo de la versión para PC: "Si bien sería imposible para el juego imitar la emoción y el caos en bruto que definieron esta misión convertida en desastre en la vida real, los gráficos son lo mejor que hemos visto en un campo de batalla"; y luego de las versiones de PS2 y Xbox, "Beben en un relleno de realismo militar en zonas de guerra confusas y llenas de gente donde puedes ahogarse en ríos, matar civiles y participar en fuego amigo -como hicimos nosotros- antes de dirigirte a Si no es suficiente carnicería, también puedes participar en misiones de combate a muerte en línea de 32 jugadores (50 en Xbox Live), que técnicamente es el doble del sangriento caos de Halo 2. ¡ Mira, la política exterior puede ser divertida! " The Cincinnati Enquirerle dio a la versión para PC una puntuación de tres estrellas y media de cinco y declaró: "Si puede perdonar el enfoque más ligero del juego, uno que enfatiza la acción en lugar de la estrategia, entonces disfrutará de Black Hawk Down ". Sin embargo, Detroit Free Press le dio a la versión de Xbox dos estrellas de cada cuatro, diciendo: "Los fanáticos de los combates militares duros podrían querer alquilar este solo para participar en las gigantescas escaramuzas caóticas". El Sydney Morning Herald dio a las versiones de PS2 y Xbox dos estrellas y media de cinco, afirmando: "La campaña en solitario carece del entusiasmo de otros tiradores militares, pero las opciones decentes de multijugador evitan que se sienta sin piloto."